# جاده شمال
جاده شمال (فنلاندی: Tie pohjoiseen) یک فیلم کمدی فنلاندی به کارگردانی میکا کائوریسماکی است که در سال ۲۰۱۲ منتشر شد.

## بازیگران
- وسا-ماتی لوئیری
- سامولی آدلمن
- پتر فرانتسن
- کریستا کوسونن
- ایرینا بیورکلوند
- لئنا اوئوتیلا
- اِیـّا ویلپاس